# Perisama alicia
Perisama alicia is een vlinder uit de familie Nymphalidae. De wetenschappelijke naam van de soort is voor het eerst geldig gepubliceerd in 1868 door William Chapman Hewitson.